# 櫻桃山站
櫻桃山站（英語：Cherry Hill station）是巴爾的摩輕軌的車站之一。
本站目前無免費公共停車場。
本站可轉乘馬里蘭交通管理局的3條路線巴士。
從街道要抵達本站須走過一個行人隧道，在本站於1992年開始營運時這引起了大眾對於安全的顧慮，認為隧道可能窩藏意圖搶劫者。當局因而決定在本站安排一部警車常駐以平息該顧慮。

## 外部連結
- Schedules
- Cherry Hill Light Rail Stop on Google Street View